# Cordell Hull

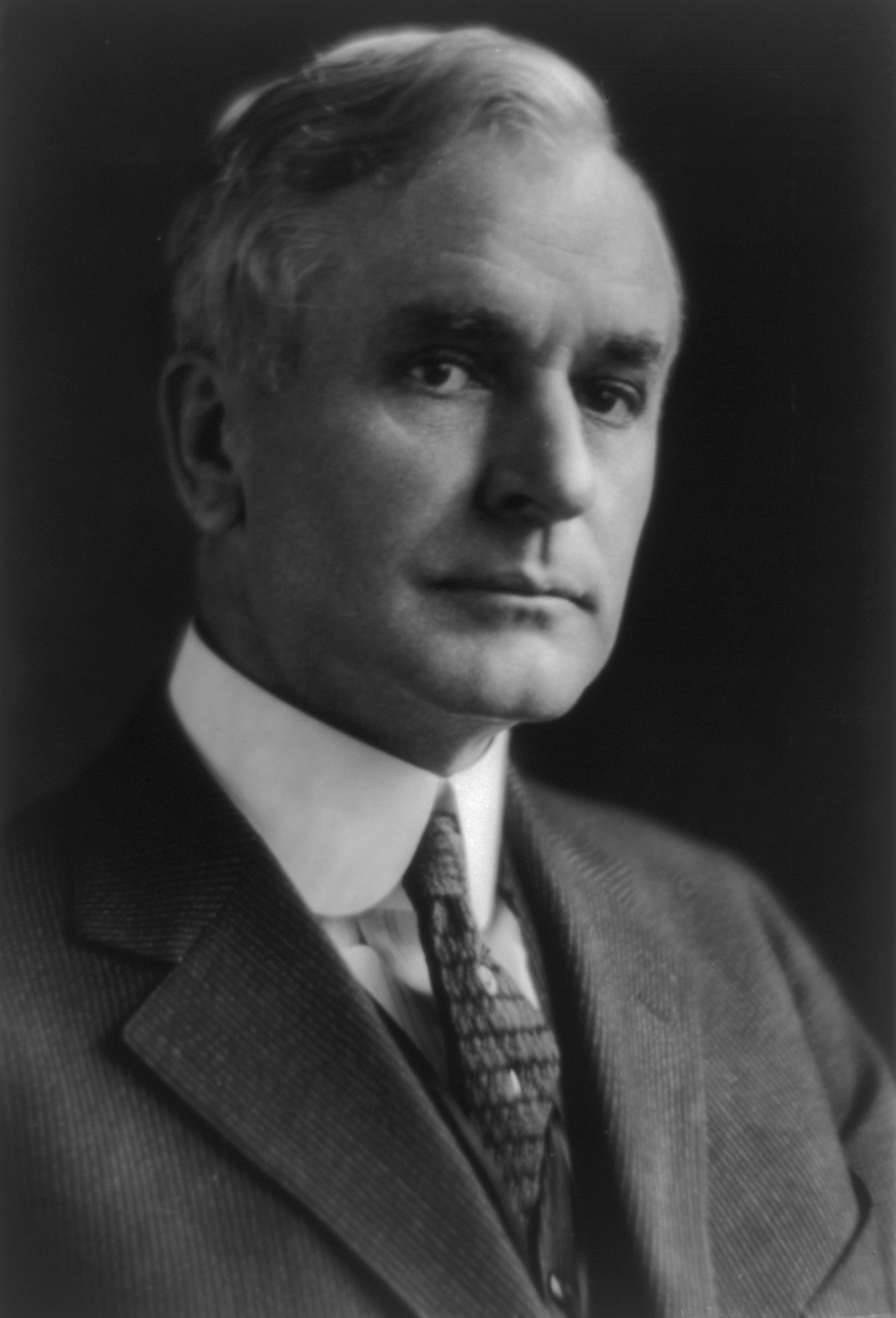
Cordell Hull

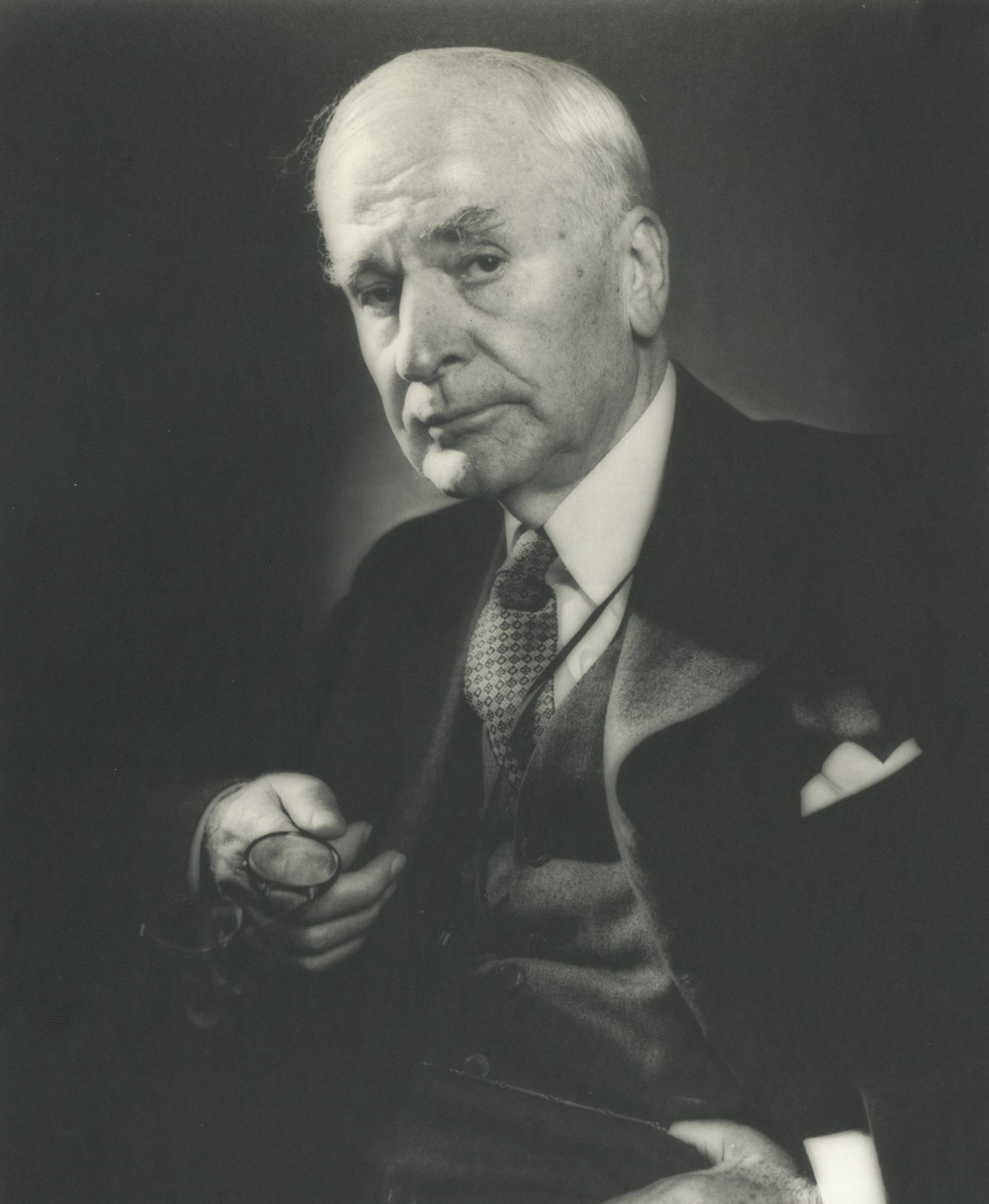
Cordell Hull als US-Außenminister

Cordell Hull (* 2. Oktober 1871 in Olympus, Pickett County, Tennessee; † 23. Juli 1955 in Bethesda, Maryland) war ein US-amerikanischer Jurist und Politiker (Demokratische Partei). Er war von 1933 bis 1944 Außenminister der Vereinigten Staaten. Für seine Mitwirkung an der Gründung der Vereinten Nationen erhielt er 1945 den Friedensnobelpreis.

## Leben und Werk
Cordell Hull wurde 1871 als Sohn von William Paschal Hull (1840–1923) und dessen Frau Mary Elizabeth Riley (1841–1903) geboren. Er studierte am Montvale Institute in Celina, an der National Normal University in Lebanon, Ohio, und der Law School der Cumberland University bis 1891 Rechtswissenschaften. 1890 war er Delegierter auf dem Parteitag der Demokraten von Tennessee; nach seinem Studium arbeitete er als Rechtsanwalt und Richter. 1893 wurde er bereits mit 22 Jahren erstmals in das Repräsentantenhaus von Tennessee gewählt. 1898 diente Hull während des Spanisch-Amerikanischen Krieges auf Kuba. 1917 heiratete er Rose Frances Whitney. Die Ehe blieb kinderlos.

### Politische Entwicklung
Von 1907 bis 1921 war Hull gewählter Vertreter von Tennessee im Repräsentantenhaus in Washington und befürwortete hier als Kongressabgeordneter die Bildung des Völkerbundes nach dem Ende des Ersten Weltkrieges. 1930 erfolgte die Wahl in den US-Senat, in dem er vom 4. März 1931 bis zum 3. März 1933 verblieb.
Ab dem 4. März 1933 gehörte Cordell Hull als Außenminister dem Kabinett von Franklin D. Roosevelt an. Im Dezember des Jahres stellte er auf dem Kongress der Amerikanischen Staaten in Montevideo in Aussicht, dass sich die Vereinigten Staaten künftig in die inneren und äußeren Angelegenheiten der Staaten Amerikas nicht mehr einmischen würden. Dieser politische Kurs wurde 1934 durch den Widerruf des Platt Amendment von 1901 realisiert, welches eine Interventionsmöglichkeit der USA auf dem gesamten amerikanischen Kontinent vorsah. 1934 verließen die US-Truppen Haiti und 1939 wurden auch die Interventionen gegenüber Panama beendet. 1936 verteidigte er dann auch die Entsendung der amerikanischen Olympiamannschaft zu den Olympischen Spielen in Berlin und die damit verbundene Schirmherrschaft der Amerikanischen Präsidenten in einer Pressekonferenz mit dem Hinweis darauf, dass man das immer so getan habe, ohne auf die besondere Situation in Deutschland einzugehen.
1939 rückte Präsident Franklin D. Roosevelt auf Druck von Cordell Hull von seiner anfänglichen Bereitschaft ab, einige der meist deutschen jüdischen Flüchtlinge der St. Louis aufzunehmen. Das Flüchtlingsschiff, dessen Passagieren die Einreise nach Kuba verweigert worden war, musste nach Europa zurückkehren. Etwa ein Drittel der Passagiere wurde in deutschen Konzentrationslagern ermordet.

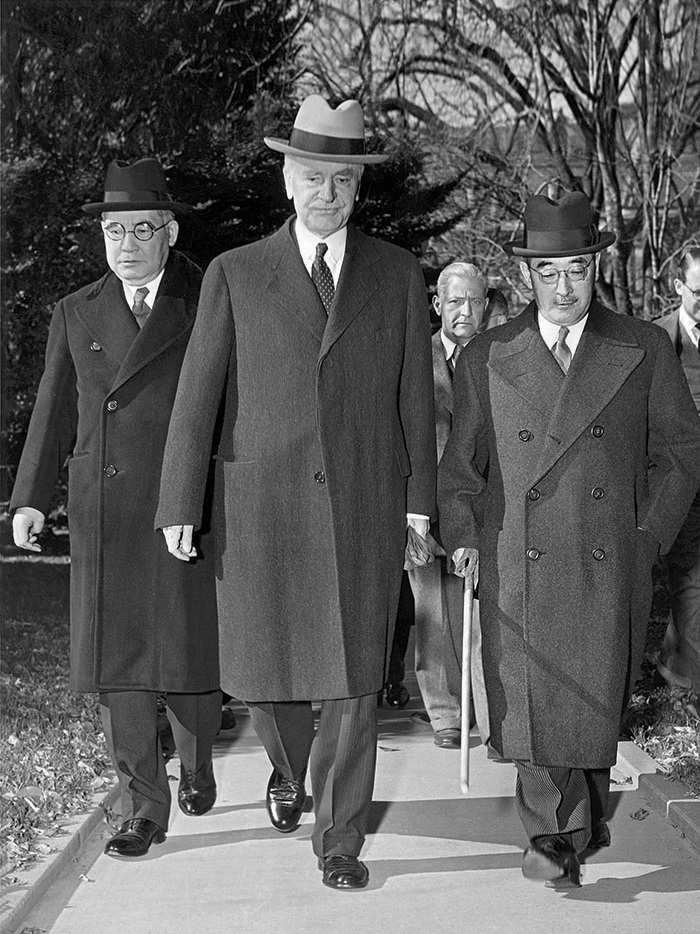
Hull (Mitte) im November 1941 mit den japanischen Diplomaten Nomura Kichisaburō (links) und Saburō Kurusu.

Infolge der Einnahme der Mandschurei durch Japan und dem 1937 daraus folgenden Zweiten Japanisch-Chinesischen Krieg konzentrierte sich die US-Außenpolitik auf den ostasiatischen Raum.
Hull kritisierte in diesem Zusammenhang Roosevelt für dessen „Quarantäne-Rede“, da er befürchtete, dass die Worte des US-Präsidenten im Inland die öffentliche Meinung und im Ausland die wirtschaftliche Zusammenarbeit schädigen. 1941 führte Cordell Hull erfolglos Verhandlungen mit der japanischen Regierung über die Rechte der Chinesen. Mit dem japanischen Angriff auf Pearl Harbor am 7. Dezember 1941 und der am Tag darauf folgenden Kriegserklärung der USA gegenüber Japan erfolgte der Eintritt der Vereinigten Staaten in den Zweiten Weltkrieg.
Hull selbst hatte ein schwieriges Verhältnis zu Roosevelt. Der Präsident bevorzugte seinen Staatssekretär Sumner Welles, der eigentlich Hulls Untergebener war. So schloss Roosevelt Hull von mehreren wichtigen Verhandlungen zugunsten von Welles aus. Trotzdem übte Hull sein Amt als Außenminister bis zu seiner Abberufung aus. Zeitgenössische Stimmen beschreiben ihn als einen hart arbeitenden, farblosen Bürokraten. Seine Fähigkeiten bei öffentlichen Reden wurden als gering eingestuft.

### Ringen um die Friedensordnung für Deutschland nach 1945
Im Laufe des Zweiten Weltkrieges war Hull vor allem mit der Ausarbeitung der Verträge für die Bildung der Vereinten Nationen beschäftigt, die eine Grundlage für eine Weltordnung nach dem Krieg bilden sollten. Am 1. Januar 1942 wurde bereits die Deklaration für die Vereinten Nationen von den „Großen Vier“ USA, China, UdSSR und Großbritannien unterzeichnet, der sich 22 weitere Nationen anschlossen. Die Grundzüge der UN-Charta wurden 1944 auf der Dumbarton-Oaks-Konferenz in Anwesenheit von Vertretern von 35 Nationen verabschiedet. Nachbesserungen der Charta wurden dann zwischen Franklin D. Roosevelt, Josef Stalin und Winston Churchill 1945 bei der Konferenz von Jalta beschlossen. Cordell Hull war an den Vorbereitungen beider Treffen maßgeblich beteiligt.
Auf der Konferenz von Moskau im Oktober 1943 sprach sich Hull zunächst für Standgerichte gegen die deutschen Hauptkriegsverbrecher des Zweiten Weltkrieges aus; diese Option wurde zugunsten der Nürnberger Prozesse aufgegeben. Einen Tag nachdem US-Finanzminister Henry Morgenthau 1944 Präsident Roosevelt den sogenannten Morgenthau-Plan vorgelegt hatte, protestierte Hull ebenso wie der britische Außenminister Anthony Eden gegen diese Idee und nannte sie „ein Verbrechen gegen die Zivilisation“.
Am 30. November 1944 trat Cordell Hull als Außenminister zurück, wurde jedoch von Roosevelts Nachfolger Harry S. Truman als Delegierter der USA zur Gründungskonferenz der Vereinten Nationen entsandt. Er erhielt 1947 die Medal for Merit, damals die höchste zivile Auszeichnung der USA. 

## Tod und Würdigungen
Er starb am 23. Juli 1955 im Naval Hospital in Bethesda, Maryland. Seine Grabstätte befindet sich in der Washington National Cathedral.
Ihm zu Ehren sind im westantarktischen Marie-Byrd-Land der Hull-Gletscher und die Hull Bay benannt. Außerdem gibt es in seinem Heimatstaat Tennessee den Cordell Hull Birthplace State Park, den Cordell Hull See, und eine Brücke über den Cumberland Fluss in Carthage, Tennessee, ist ebenso nach Cordell Hull benannt.

## Werke
- Cordell Hull. Memoirs (1948).